# Anke Rijnders

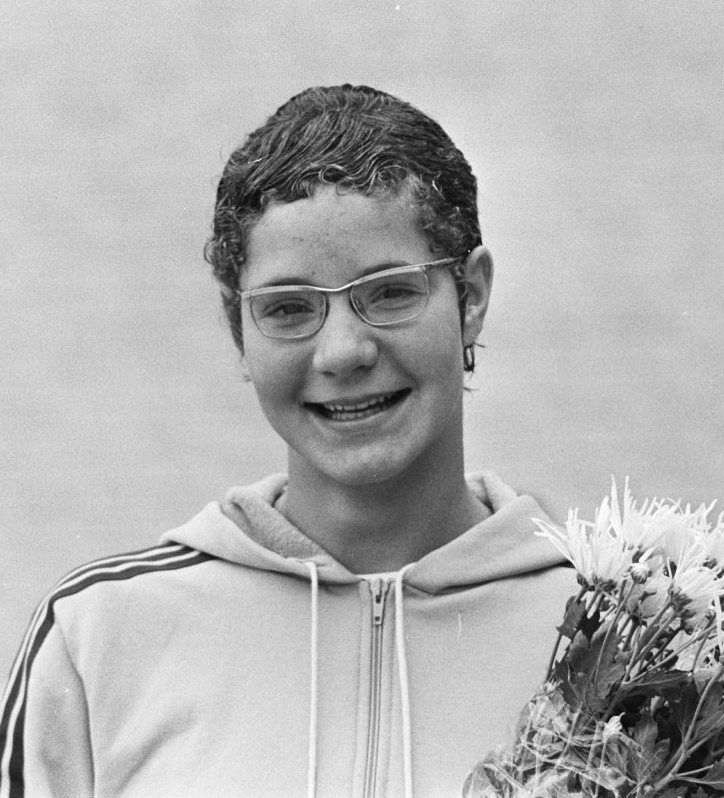
Anke Rijnders in 1971

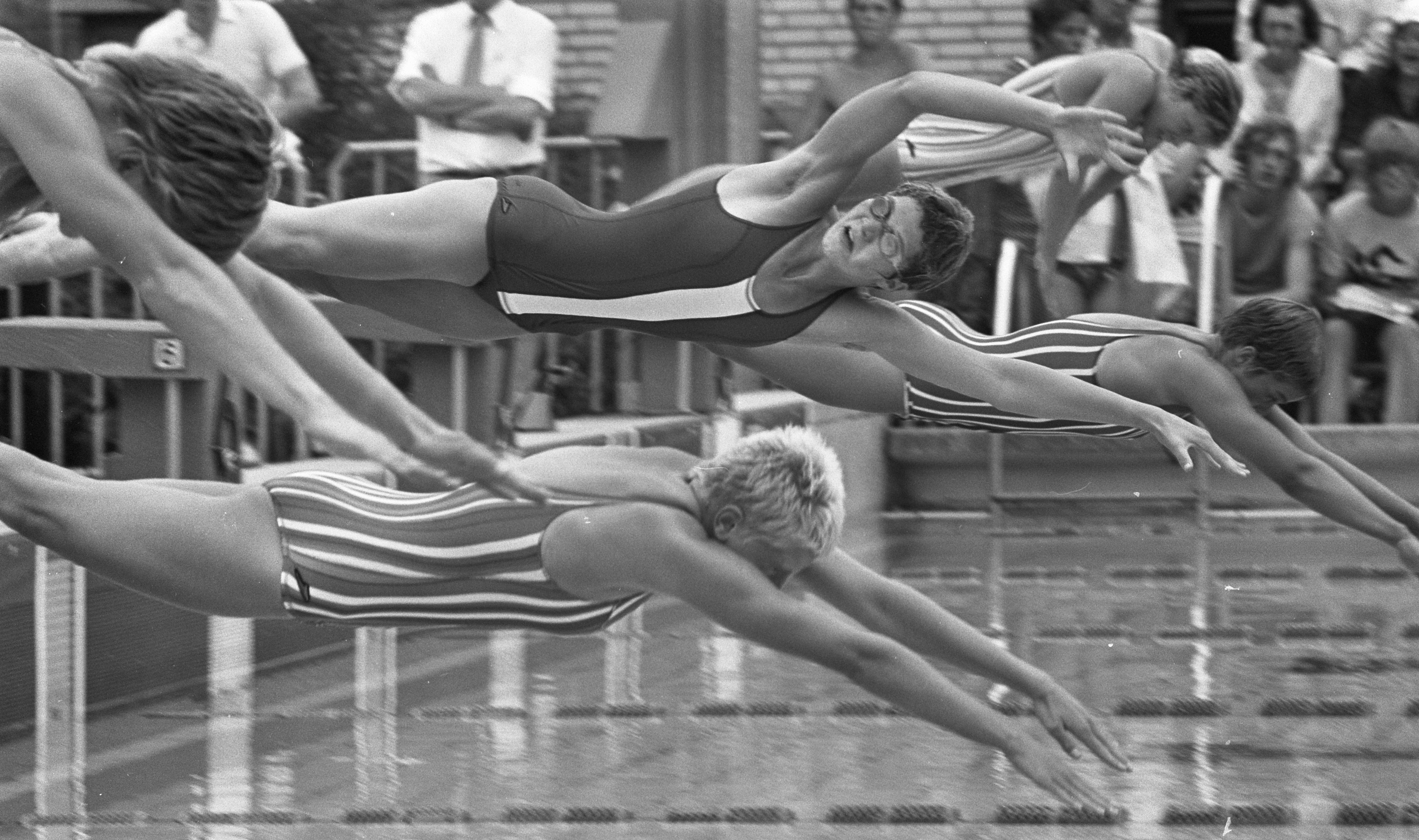
Anke Rijnders (boven) in 1972

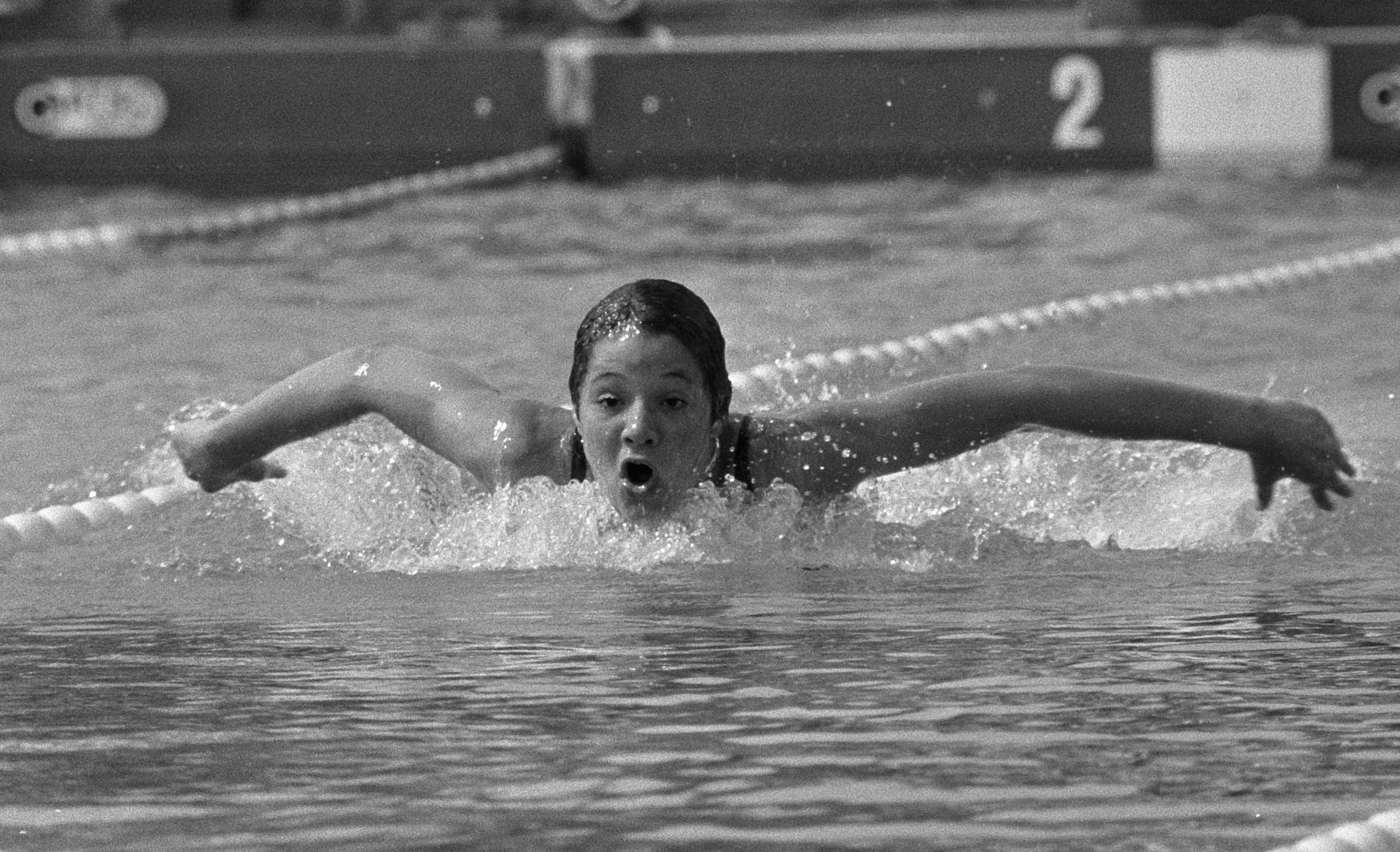
Anke Rijnders in 1969

Anthonia Marie (Anke) Rijnders (Amersfoort, 23 augustus 1956) is een voormalig topzwemster uit Nederland, die in 1972 namens haar vaderland deelnam aan de Olympische Spelen in München. Daar maakte de specialiste op de vrije slag, lid van zwemvereniging AZ&PC, deel uit van de estafetteploeg, die als vijfde eindigde op de 4x100 meter wisselslag. Haar collega's in die race waren Enith Brigitha (rugslag), Alie te Riet (schoolslag) en Hansje Bunschoten (vrije slag). Ook op de 4x100 meter vrije slag legde Rijnders met de aflossingsploeg beslag op de vijfde plaats.
Individueel moest Rijnders genoegen nemen met de dertiende (1.00,84), zevende (2.09,41) en achtste plaats (4.31,51), op respectievelijk de 100, de 200 en de 400 meter vrije slag. Haar erelijst vermeldt verder deelnames aan de Europese kampioenschappen langebaan (50 meter) van 1970 en 1974. Bij dat laatste toernooi won Rijnders met de estafetteploeg de zilveren medaille op de 4x100 vrij. 
Anke Rijnders is getrouwd met oud-AZ&PC waterpolodoelman Wouter Gerritse (1938) en moeder van waterpoloër Willem Wouter Gerritse. De Nederlandse international speelt sinds juni 2011 bij de Hongaarse kampioen ZF Eger; in 2010 voor de Hongaarse subtopper Szolnok en daarvoor voor het Spaanse Mataro en Ferencvaros, eveneens uit Hongarije.